# ویتیکوسو
ویتیکوسو (به ایتالیایی: Viticuso) یک کومونه در ایتالیا است که در استان فروزینونه واقع شده‌است.

## خصوصیات
ویتیکوسو ۲۱٫۱ کیلومترمربع مساحت و ۴۲۳ نفر جمعیت دارد و ۸۲۵ متر بالاتر از سطح دریا واقع شده‌است.